# Крути 1918
«Крути 1918» — український історичний фільм-екшн режисера Олексія Шапарєва, який вийшов у прокат 7 лютого 2019 року. Стрічка розповідає не тільки про бій під Крутами зими 1918 року між молодими військовими-курсантами Української Народної Республіки та військами Радянської Росії , а і про паралельні події 1918, першого етапу радянсько-української війни.

## Сюжет
Сюжет обрамлено історією про відвідання бійцем АТО монумента на меморіалі «Пам'яті героїв Крут».
В грудні 1917 Радянська Росія оголошує війну УНР. Більшовицьке військо кількома угрупуваннями наступає на Україну вздовж залізничних шляхів з Гомеля, Брянська і Харкова. Біля Бахмача (нині Чернігівська область) мають з'єднатися три головні ударні групи під командуванням полковника Муравйова, щоб далі через залізничну станцію Крути наступати на Київ. Урядовці УНР виступають перед киянами, розповідаючи про загрозу, проте далеко не всі згідні захищати державу, втомлені війною. Однак, гімназисти записуються в добровольці, з-поміж них Григорій Піпський.
Двоє братів — Андрій і Олекса Савицькі, закохуються у студентку Софію. Андрій відмовляється йти до війська, а Олекса іде з Софією в кав'ярню. Їхній батько, генерал Савицький, отримує кіноплівку зі свідченнями воєнних злочинів російських червоноармійців. Підглянувши за цим кіно, Андрій вирішує все ж піти до війська аби захистити державу, та потрапляє в Студентський Курінь Січових Стрільців.
Тим часом контррозвідки УНР та Франції прагнуть скооперуватися, щоб дискредитувати Володимира Леніна та завадити його планам з поширення Російської революції. Однак, українського агента, котрим виявляється Олекса, що мав передати таємний документ, перехоплюють. Олекса погоджується в обмін на життя та гроші передати більшовикам решту документів. Перший документ потрапляє до російського агента Берга, що відвідує поїзд, яким їде Михайло Муравйов. Той розпитує про обстановку в Києві та обіцяє забезпечити зброєю, щоб влаштувати повстання на заводі «Арсенал». Пронісши пістолети та вибухівку, агенти Берга під виглядом робітників захоплюють завод, але їх долають бійці Симона Петлюри. Зазнавши невдачі в захопленні Києва зсередини, більшовики посилають солдатів у наступ зі сходу.
Аби затримати загарбників, в січні 1918 уряд УНР до Крутів надсилає усі боєздатні частини, серед яких Студентський Курінь Січових Стрільців під командуванням Аверкія Горнчаренка. Андрій прощається з Софією та вирушає з Куренем. Коли гімназисти прибувають на залізничну станцію Крути, приходить запізнілий наказ терміново повертатися в Київ аби протистояти повстанню. Але слідом на Київ уже наступають більшовицькі війська і Курінь виявляється єдиною силою, здатною затримати його просування. Аверкій Гончаренко командує боєм і змушує більшовиків відступити. Але він підозрює, що невдовзі ворогам надійде підкріплення, тому наказує Андрієві вирушити подалі від поля бою, щоб прикривати відступ Січових Стрільців із залізничної станції.
Андрій займає кулеметну позицію на колії з товаришем-поляком Мареком. Коли наближаються червоноармійці, Андрій зупиняє їхній наступ, але в кулемета закінчуються набої, а Марек гине від ворожої кулі. Андрій повертається до поїзда, залишені на станції Січові Стрільці поспішають туди ж, проте не встигають, бо поїзд від'їжджає за командою генерала. Вони вирішують сховатися в покинутій будівлі, де потрапляють у засідку Муравойова. Андрій самотужки покидає поїзд, щоб врятувати їх.
Муравойов зі своїми солдатами роззброює полонених і залишає їх на ніч у підвалі. Там Григорій ділиться з товаришами цукерками, подарованими сестрою. Генерал Савицький схоплює Берга і допитує його, але той лише глузує з нього. Зранку Муравойов командує розстрілом полонених. Григорій починає співати гімн, його почин підхоплюють інші і гинуть під пострілами. Олекса прибуває на станцію, де за передачу решти документів отримує велику суму грошей. В цей час Андрій досягає станції. Олекса стріляє в більшовицьких агентів, але сам гине від пострілу у відповідь. Олекса перед смертю зізнається братові, що від початку планував обманути більшовиків і просить передати документи батькові.
Поїзд з уцілілими Січовими Стрільцями повертається до Києва, де Андрій передає батькові Григорія закривавлений шарф його сина. Андрія зустрічають Софія та його батько-генерал.
Закінчується фільм сценою з бійцем АТО, який спостерігає за тим, як вихованці Українського Пластового Юнацтва приходять на екскурсію до меморіалу, зведеного на пам'ять про бій під Крутами.

## У ролях
| Актор               | Персонаж                    |
| ------------------- | --------------------------- |
| Євген Ламах         | Андрій Савицький            |
| Олександр Піскунов  | Валерик                     |
| Максим Донець       | Володя                      |
| Олександр Олексенко | гімназист Григорій Піпський |
| Дмитро Олійник      | студент поляк               |
| Микола Перестюк     | гімназист Колюнька          |
| Максим Белоногов    | студент в окулярах          |
| Микита Чаєвський    | гімназист                   |
| Олексій Тритенко    | Аверкій Гончаренко          |
| Андрій Федінчик     | Олекса Савицький            |
| Володимир Філатов   | генерал Савицький           |
| Роман Ясіновський   | інструктор                  |
| Віталій Салій       | Муравйов                    |
| Богдан Юсипчук      | Отаманський                 |
| Дмитро Ступка       | Симон Петлюра               |
| Наталя Васько       | мама Софії                  |
| Остап Ступка        | червоний комісар            |
| Євген Нищук         | батько Піпського            |
| Томаш Собчак        | Берг                        |
| Олександр Абаєв     | Набока                      |
| Надія Коверська     | Софія                       |
| Поліна Василина     | Олеся                       |
| Аліна Коваленко     | Оксана                      |
| Сергій Дзялик       | Михайло Грушевський         |
| Юрій Коваленко      | Генерал Фош                 |
| Влад Никитюк        | Поль                        |
| Олексій Смолка      | Бєлєнький, кондитер         |
| Марічка Шапарєва    | сестра Піпського            |

## Кошторис
Проєкт фільму став одним з переможців Дев'ятого конкурсного відбору Державного агентства України з питань кіно у сесії ігрових тематичних фільмів (до 100-річчя проголошення Української Народної Республіки, до 100-ї річниці Бою студентів під Крутами) та отримав 26 млн грн державної фінансової підтримки при загальному бюджеті 52 млн грн.

## Виробництво

Перший промо-постер до фільму (2017) Автор — Марія Євгеніївна Федюк. Це зображення є обкладинкою до синглу гурту «ВЕРЕМІЙ» під назвою «Сповідь розстріляних душ»

Зйомки фільму стартували 8 вересня 2017 року в Межигір'ї, де відтворені французькі локації стрічки. Протягом осені-зими 2017 були проведені складнопостановочні зйомки — з використанням спец- та піротехнічних ефектів, за участю великої кількості акторів масових сцен, тварин та каскадерів. Основні зйомки тривали протягом жовтня-грудня і знімалися здебільшого у Києві — Софійська площа, Київська фортеця, вулиці міста. Саму станцію Крути, яка розташована в Чернігівській області, знімали у селі Сигнаївка Черкаської області. У зйомках в цілому було задіяно близько 1000 акторів і 2000 одиниць зброї. У зйомках батальних сцен брали участь 150 військових Нацгвардії України.

## Реліз

### Кінотеатральний прокат
В Україні стрічка мала вийти в широкий прокат 6 грудня 2018 року — у День Збройних сил України., але згодом дату прокату було перенесено на 7 лютого 2019 року. Українським прокатником стала кінокомпанія B&H. В день роковин бою під Крутами, 29 січня 2019 року, відбувся допрем'єрний показ фільму у Києві.

### Реліз на домашньому відео
15 березня 2019 року фільм став доступний на VOD платформі Megogo в Україні.
Згодом, 5 червня 2019 року, фільм став доступний на VOD для глядачів Південної Кореї (з оригінальною україномовно-російськомовною аудіодоріжкою та корейськими субтитрами); тамтешній дистриб'ютор Story J локалізував назву як «1918: Крутська битва» (кор. 1918: 크루티 대전투). Пізніше фільм став також доступний 25 грудня 2019 року (VOD) та 5 лютого 2020 року (DVD) для глядачів Японії (з оригінальною україномовно-російськомовною аудіодоріжкою та японськими субтитрами); тамтешні дистриб'ютори Midship / Amazing D.C. локалізували назву як «Поле бою. Битва під Крутами» (яп. バトルフィールド クルーティの戦い).

### Реліз на телебаченні
Телевізійна прем'єра відбулася 8 травня 2018 року в День пам'яті та примирення на телеканалі «1+1».

## Рецензії кінокритиків
Фільм отримав переважно негативні відгуки від українських кінокритиків. Серед найбільших недоліків фільму кінокритики назвали слабкий сюжет та присутність значної кількості москвофільських елементів.
Ігор Грабович для «Укрінформ» відгукнувся: «Багато хто вважає, що історичним може бути будь-який фільм, у якому дія відбувається у минулому, причому це минуле розуміється тільки у якомусь матеріальному плані, як наявність на екрані застарілих моделей автомобілів, моди минулих років чи чогось подібного. Сюжет у більшості випадків значення не має, оскільки історія стає просто приводом для нестримних фантазій […] З такого погляду „Крути 1918“ не є історичним фільмом, оскільки не тільки досить приблизно демонструє бій під Крутами, але ще й вплітає до фільму вигадану детективну історію, яка тільки утруднює сприйняття фільму, заплутує глядача хаотичним нагромадженням подій та персонажів, які дуже важко ідентифікувати.  Жанр цього фільму дуже важко визначити, бо тут поєдналися і псевдоісторичне, фактично костюмне кіно, і детектив, і трилер, і частково мелодрама. І кожен з цих жанрів намагається побороти сусідній, витіснити його з фільму, бо їм там усім тісно, як у якійсь маршрутці у годину пік».
Згідно з рецензією «Zaxid.net», невдалий монтаж псує найважливіші сцени. Так, у фільмі виглядає, що наркоман Муравйов сам якимось чином полонив групу озброєних курсантів, які просто натикнулися на нього невідомо де. «З усім тим вона [кінострічка] містить кілька справді емоційних сцен, які можуть зворушити глядача та змусити його прочитати щось такого історичного. Але цього замало. Хоча пісні у виконанні „Гайдамаків“ та Христини Соловій здатні прикрасити будь-який плей-лист. А останні титри, які показують справжніх героїв Крут доводять до сліз навіть найстриманіших. От тільки такий ефект, який мають фінальні титри, мав би мати сам фільм».
Прикладом москвофільських елементів історик видання «Історична правда» Андрій Руккас назвав виконання українськими патріотично налаштованими студентами російськомовної пісні Олександра Вертинського «В бананово-лимонном Сингапуре», котра недоречна як через історичну недостовірність (пісня була написана лише у 1931 році), так і через те, що російськомовна пісня російського шансоньє звучить дивно в устах молодих та полум'яних українських патріотів, що свідомо пішли добровольцями на фронт захищати Україну.
Ігор Грабович також прокоментував: «Про що картина „Крути 1918“? Вона про конспірологію. Про начебто таємні пружини, які керують історією […] Від перших епізодів ми бачимо змову — змовляються представники української та французької розвідок. Далі ми бачимо, як за змовниками ведуть полювання більшовики, які самі планують змову — повстання в Києві на заводі „Арсенал“. Змови переплітаються між собою, бо один з агентів явно є зрадником і працює одразу на дві ворогуючі розвідки. Окрема змова присутня в середовищі самих більшовиків, де йде протистояння між Леніним і Троцьким, до якої якимось боком долучені і П'ятаков, і Муравйов. Оця конспірологія творить доволі макабричну атмосферу, у якій бій під Крутами просто губиться і стає фактично необов'язковим доповненням до історії змов та протистояння розвідок».

## Похідні твори
Новелізація сюжету фільму вийшла у 2019 році у видавництві КСД:
- Костянтин Тур-Коновалов (2018). Крути 1918. Харків: КСД. 224 стор. ISBN 978-617-12-5089-5

## Зауваги
1. ↑  в колишній резиденції екс-президента України Віктора Януковича.